# Râul Porumbăcelu
Râul Porumbăcelu este un curs de apă, afluent al râului Porumbacu. 

## Hărți
- Harta județului Sibiu
- Harta Județului Sibiu
- Harta Munților Făgăraș  Arhivat în 8 septembrie 2013, la Wayback Machine.